# تحريك مفصل
تحريك المفصل (بالإنجليزية: Joint mobilization)‏ هو أحد تقنيات العلاج اليدوي، وهو نوع من الحركات السلبية المستقيمة لمفصل هيكلي، يستهدف حركة المفصل الميكانيكية الداخلية (الانزلاق المفصلي) بدلاً من الحركة الميكانيكية العظمية. يهدف هذا الإجراء عادةً إلى التأثير العلاجي على المفاصل الزلالية المستهدفة. تُستخدم هذه التقنيات من قبل متخصصين في الرعاية الصحية ممن تلقوا تدريبًا محددًا في العلاج اليدوي  سواء التقييم أو طرق العلاج.
وفقًا للاتحاد الدولي لأخصائيي العلاج اليدوي العظمي العضلي، يُعرَّف تحريك المفاصل على أنه:"تقنية علاج يدوي تتكون من سلسلة متصلة من الحركات السلبية الماهرة التي تُطبَّق بسرعات وسعات مختلفة على المفاصل أو العضلات أو الأعصاب بهدف استعادة الحركة المثلى، وتحسين الوظيفة، وتقليل الألم."
كما يُعرّف دليل الممارسة العلاجية لجمعية العلاج الطبيعي الأمريكية تقنيات التحريك أو المعالجة اليدوية بأنها: "تقنية علاج يدوي تتكون من سلسلة متصلة من الحركات السلبية الماهرة التي تُطبق بسرعات وسعات مختلفة، بما في ذلك حركة علاجية صغيرة السعة وعالية السرعة."

## التصنيف والآليات
يُصنّف "تحريك المفاصل" وفقًا لطريقة الأخصائي الفيزيائي الأسترالي جيفري دوغلاس مايتلاند، والتي تنقسم إلى خمس درجات، كل منها يصف نطاق حركة المفصل المستهدف أثناء الإجراء. يتم تقسيمها عمومًا إلى خمس درجات. حيث تُستخدم كل درجة لتنشيط مستقبلات حسية معينة (ميكانيكية) داخل المفصل:
- الدرجة الأولى:

حركة انزلاقية مفصلية تذبذبية، منخفضة السعة (المدى)، تُؤدى بالقرب من الوضعية الاستراحية لحركة المفصل الحقيقية (الانزلاقية)، وتنشّط مستقبلات ميكانيكية نوع I، التي تُثبّط الإحساس بالألم، وتزود الجسم بمعلومات عن وضع المفصلة
وتستجيب هذه المستقبلات لقوة شد قليلة (بضع غرامات). 
توجد في الطبقة السطحية من المحفظة المفصلية – أجسام بصلية الشكل 
- الدرجة الثانية:

حركة انزلاقية مفصلية تذبذبية، ذات سعة كبيرة نسبيًا، تمتد بشكل أعمق داخل نطاق حركة المفصل الانزلاقي.
تنشّط مستقبلات ميكانيكية نوع II، التي تُثبّط الإحساس بالألم، وتزود الجسم بمعلومات عن تسارع حركة المفصل. تستجيب أيضًا لقوى بسيطة (بضع غرامات).
توجد في الطبقة العميقة من المحفظة المفصلية – مستقبلات باتشيني
- الدرجة الثالثة:

حركة انزلاقية مفصلية تذبذبية، ذات سعة كبيرة، تصل إلى نهاية مدى حركة المفصل الانزلاقية المتوفرة، وتهدف إلى تمطيط (إطالة) المحفظة المفصلية بشكل فيزيائي.
- الدرجة الرابعة:

حركة انزلاقية مفصلية تذبذبية، منخفضة السعة، تُؤدى عند نهاية مدى حركة المفصل الانزلاقية المتاحة، وتهدف أيضًا إلى تمطيط المحفظة المفصلية فيزيائيًا.
- الدرجة الخامسة:

حركة دفعية مفاجئة ذات سرعة عالية وسعة منخفضة تُؤدَى عند نهاية المدى الحركي المتاح للمفصل.
تنشّط نهايات تشبه مستقبلات جولجي الوترية، والتي تُثبّط التوتر العضلي، وتراقب اتجاه حركة المفصل.
تمتلك سعة تنشيط أعلى، وتستجيب لقوى على مستوى الكيلوغرامات- عضو غولجي الوتري.